# Ронда Флемінг
Ронда Флемінг (англ. Rhonda Fleming, при народженні Мерілін Луїс, англ. Marilyn Louis; 10 серпня 1923, Лос-Анджелес, Каліфорнія — 14 жовтня 2020, Санта-Моніка) — американська акторка та співачка.

## Життєпис
Народилась 10 серпня 1923 року в Голлівуді, Лос-Анджелес, Каліфорнія, в родині страхового агента Гарольда Чевертона Луїса та театральної акторки Еффі Грем, яка у 1914—1915 роках з Елом Джолсоном грала в мюзиклі «Dansing Around» в нью-йоркському театрі «Winter Garden». Дідом з боку матері був Джон С. Грем, актор, власник театру та редактор газети з Юти. 
1941 року закінчила середню школу Беверлі-Гіллз, після чого відомий голлівудський агент Генрі Вілсон підписав з нею семирічний контракт. «Він підійшов до мене, коли я збиралася переходити вулицю, — згадувала пізніше акторка. — Я була трохи налякана, мені було 16 чи 17 років. Він підписав зі мною контракт без кінопроби. Я почувалася неначе в казці про Попелюшку». Тоді ж як псевдонім вона обрала ім'я Ронда Флемінг.
З'явившись в епізодичних ролях у трьох стрічках продюсера Девіда Селзніка, вона врешті отримала значнішу роль у трилері Альфреда Гічкока «Заворожений» (1945), за якою були роботи в картинах «Гвинтові сходи» (1946) та «З минулого» (1947). Перші свої головні ролі вона виконала в пригодницькій стрічці «Острів пригод» (1949) та фільмі-мюзиклі «Янкі з Коннектикуту при дворі короля Артура» (1949), на роль у якому планувалася Діна Дурбін, і де Флемінг змогла продемонструвати свої вокальні дані у дуеті з Бінгом Кросбі. Це також був її перший кольоровий фільм, після якого її стали називати Королевою Техніколору.
Протягом 1950—1960-х років Флемінг залишалася дуже затребуваною в кіно, особливо у вестернах, ролями в яких вона найбільш запам'яталася публіці. Серед них фільми «Останній форпост» (1951) з Рональдом Рейганом, «Партнер Теннессі» (1955), «Перестрілка в О.К. Кораль» (1957) з Бертом Ланкастером та Кірком Дугласом, «Псевдонім Джессі Джеймс» (1959). Також помітні роботи в таких стрічках як «Змія Нілу» (1953) та «Королева Вавилону» (1955), де Флемінг втілила Клеопатру та Семіраміду відповідно, «Відтінок шарлатового» (1956), «Поки місто спить» (1956), «Вбивця на свободі» (1956), «Історія Бастера Кітона» (1957) з Дональдом О'Коннором та «Повстання рабів» (1960), в якому вона втілила Св. Фабіолу.
1958 року Ронда Флемінг записала музичний альбом «Rhonda», перевиданий 2008 року під назвою «Rhonda Fleming Sings Just For You».
Її останньою появою на екрані стала епізодична роль Едіт фон Секондберг в пародії на шпигунські фільми «Оголююча бомба» (1980) з Доном Адамсом та Сільвією Крістель у головних ролях, а також роль у короткометражці «В очікуванні вітру» (1990). 
1991 року акторка спільно з чоловіком, продюсером Тедом Манном, відкрила жіночу клініку при медичному центрі Каліфорнійського університету в Лос-Анджелесі. 
За внесок у кіноіндустрію акторка удостоєна іменної зірки на Голлівудській алеї слави.
Ронда Флемінг померла 14 жовтня 2020 року в місті Санта-Моніка, Каліфорнія, у 97-річному віці.

## Особисте життя
Флемінг шість разів була у шлюбі:
- Томас Вейд Лейн, дизайнер інтер'єрів, одружилися 1940 року. У цьому шлюбі народився син Кент Лейн (1941), єдина дитина акторки. Розлучилися 1942 року.
- Льюїс В. Моррілл, голлівудський лікар, одружилися 11 липня 1952 року, розлучилися 1954 року.
- Ленг Джефріс, актор, одружилися 3 квітня 1960 року, розлучилися 11 січня 1962 року.
- Голл Бартлетт, продюсер, одружилися 27 березня 1966 року, розлучилися 1972 року.
- Тед Манн, продюсер, одружилися 11 березня 1977 року. Шлюб тривав до смерті чоловіка 15 січня 2001 року.
- Дарол Вейн Карлсон, одружилися 2003 року, шлюб тривав до смерті чоловіка 31 жовтня 2017 року.

## Фільмографія
| Рік  |    | Українська назва                            | Оригінальна назва                            | Роль                         |
| ---- | -- | ------------------------------------------- | -------------------------------------------- | ---------------------------- |
| 1943 | ф  | В старій Оклагомі                           | In Old Oklahoma                              | дівчина у танцзалі           |
| 1944 | ф  | З тих пір як ви пішли                       | Since You Went Away                          | танцівниця                   |
| 1944 | ф  | Коли незнайомці одружуються                 | Wnen Strangers Marry                         | дівчина в поїзді             |
| 1945 | ф  | Заворожений                                 | Spellbound                                   | Мері Кармайкл                |
| 1946 | ф  | Ебілейнтаун                                 | Abilene Town                                 | Шерри Болдер                 |
| 1946 | ф  | Гвинтові сходи                              | The Spiral Staircase                         | Бланш                        |
| 1947 | ф  | Острів пригод                               | Adventure Island                             | Фейт Візард                  |
| 1947 | ф  | З минулого                                  | Out of the Past                              | Мета Карсон                  |
| 1949 | ф  | Янкі з Коннектикуту при дворі короля Артура | A Connecticut Yankee in King Arthur' s Court | Алісанде Ла Картелуа         |
| 1949 | ф  | Великий коханець                            | The Great Lover                              | Герцогиня Александрія        |
| 1950 | ф  | Орел і Яструб                               | The Eagle and the Hawk                       | місіс Маделайн Данцігер      |
| 1951 | ф  | Крик про небезпеку                          | Cry Dangers                                  | Ненсі Морган                 |
| 1951 | ф  | Рудоволоса і ковбой                         | The Redhead and the cowboy                   | Кендіс Бронсон               |
| 1951 | ф  | Останній форпост                            | The Last Outpost                             | Джулі Макквейд               |
| 1951 | ф  | Маленький Єгипет                            | Little Egypt                                 | Ізора                        |
| 1951 | ф  | Зустрічний вітер                            | Crosswinds                                   | Кетрін Шеллі                 |
| 1952 | ф  | Гонконг                                     | Hong Kong                                    | Вікторія Еванс               |
| 1952 | ф  | Золотий яструб                              | The Golden Hawk                              | капітан Руж                  |
| 1953 | ф  | Зона тропіків                               | Tropic Zone                                  | Фландрія Вейт                |
| 1953 | ф  | Змія Нілу                                   | Serpent of the Nile                          | Клеопатра                    |
| 1953 | ф  | Поні-експресс                               | Pony Express                                 | Евелін Гастінгс              |
| 1953 | ф  | Інферно                                     | Inferno                                      | Джеральдіна Карсон           |
| 1953 | ф  | Ці руді з Сіетла                            | Those Redheads from Seattle                  | Кеті Едмондс                 |
| 1954 | ф  | Хіваро                                      | Jivaro                                       | Еліс Паркер                  |
| 1954 | ф  | Янкі-паша                                   | Yankee Pasha                                 | Роксана Рейл                 |
| 1955 | ф  | Королева Вавилону                           | Queen of Babylon                             | Семіраміда                   |
| 1955 | ф  | Партнер Теннессі                            | Tennessee's Partner                          | Елізабет «Герцогиня» Фернхем |
| 1956 | ф  | Вбивця на свободі                           | The Killer is Loose                          | Лайла Вагнер                 |
| 1956 | ф  | Відтінок шарлатового                        | Slightly Scarlet                             | Джун Лайонс                  |
| 1956 | ф  | Поки місто спить                            | While the City Sleeps                        | Дороті Кейн                  |
| 1956 | ф  | Одонго                                      | Odongo                                       | Памела Муїр                  |
| 1957 | ф  | Історія Бастера Кітона                      | The Buster Keaton Story                      | Пеггі Кортні                 |
| 1957 | ф  | Перестрілка в О. К. Кораль                  | Gunfight at the O.K. Corral                  | Лора Денбоу                  |
| 1957 | ф  | Славна зброя                                | Gun Glory                                    | Джо                          |
| 1958 | ф  | Канчук                                      | Bullwhip                                     | Шаєнн О'Мейлі                |
| 1958 | ф  | Дім до настання темряви                     | Home Befor Dark                              | Джоан Карслайл               |
| 1959 | ф  | Псевдонім Джессі Джеймс                     | Alias Jesse James                            | Кора Лі Коллінз              |
| 1959 | ф  | Великий цирк                                | The Big Circus                               | Гелен Гаррісон               |
| 1960 | ф  | Переповнене небо                            | The Crowded Sky                              | Шеріл «Шарро» Гіт            |
| 1960 | ф  | Повстання рабів                             | The Revolt of the Slaves                     | Фабіола                      |
| 1965 | ф  | Слідуй за дружиною                          | Run for your wife                            | Ніта                         |
| 1976 | ф  | Вон Тон Тон, пес, який врятував Голлівуд    | Won Ton Ton, the Dig Who Saved Hollywood     | у ролі самої себе            |
| 1978 | с  | Човен кохання                               | The Love Boat                                | Мона Максвелл                |
| 1980 | ф  | Оголююча бомба                              | The Nude Bomb                                | Едіт фон Секондберг          |
| 1990 | кф | В очікуванні вітру                          | Waiting for the Wind                         | Ханна                        |